# 成膜粒
成膜粒存在於高等液泡植物細胞，主要功用為幫助有絲分裂。有別於動物細胞，植物細胞通常有大體積的液泡，以致細胞核被推至細胞的邊緣。為了有絲分裂，細胞核必須挪至細胞中央。這發生在細胞週期的G1期。
起初，細胞質絲穿越液泡，以提供細胞核移動的路徑。細胞質絲周圍的肌動蛋白將細胞核拉至中央。這些細胞質絲在細胞板上融合為成膜粒。成膜粒的形成僅在高等液泡植物細胞中可見。